# Rezerwat przyrody Czechy Orlańskie
Rezerwat przyrody „Czechy Orlańskie” – rezerwat przyrody położony na terenie gminy Dubicze Cerkiewne w województwie podlaskim, w pobliżu wsi i osady leśnej o takiej samej nazwie.
- Powierzchnia według aktu powołującego: 77,95 ha
- Rok powstania: 1995
- Rodzaj rezerwatu: leśny
- Przedmiot ochrony: zbiorowiska leśne o charakterze borów mieszanych z drzewostanem sosnowo-świerkowym, stanowiących pozostałość dawnej Puszczy Bielskiej[1].

Na terenie rezerwatu stwierdzono występowanie 108 gatunków roślin – 8 z nich to drzewa, 9 krzewy, 69 zioła, 10 skrzypy, widłaki i paprotniki oraz 12 mszaki. Spośród roślin zielnych najciekawsze są 3 gatunki widłaków, wawrzynek wilczełyko, łyszczec wiechowaty, goździk piaskowy, pomocnik baldaszkowaty, arnika górska i mącznica lekarska.
W drzewostanie rezerwatu przeważa sosna pospolita z domieszką świerku  pospolitego, rzadsze są: brzoza  brodawkowata, olsza czarna, dąb szypułkowy i grab pospolity.